# Macrocoma minutula
Macrocoma minutula é uma espécie de escaravelho de folha da República Democrática do Congo, observado pelo francês entomologista Léon Fairmaire em 1887.